# Дракула: Мертвий і задоволений цим
«Дракула: Мертвий і задоволений цим» (англ. Dracula: Dead and Loving It) — американсько-французький комедійний фільм жаху 1995 р. режисера Мела Брукса. Сценарій Руді Де Люка пародіює відомий роман «Дракула», написаний Бремом Стокером.
Живучи в своєму замку в Трансільванії, граф Дракула вирішує придбати абатство в Англії. Познайомившись із чарівними жінками — Міною та Люсі, Дракула розважається та попиває кров собі на втіху. Але наречений Міни, її батько і старий професор Авраам Ван Хелсинг перешкоджають вампіру почуватися в Англії, як удома.

## Сюжет
У 1893 році адвокат Томас Ренфілд їде з Лондона до «Замку Дракули» в Трансільванії, щоб оформити покупку Дракулою абатства Карфакс в Англії. Місцеві жителі дуже бояться Дракулу та безуспішно намагаються відмовити адвоката від подальшої подорожі. Всупереч попередженням, Ренфілд приходить до замку, де зустрічає Дракулу. Обоє незграбні (Ренфілд ламає все, за що хапається, а Дракула послизається на кажанячому посліді), проте адвокату вдається отримати підписи графа. Потім адвокат випадково порізався і граф, стримуючи жагу крові, дозволяє йому заночувати в замку. Ренфілда відвідують дві вампіреси, що хочуть його спокусити. Дракула користується цим як приводом загіпнотизувати Ренфілда, щоб той доставив вампіра в Англію.
Під час плавання Дракула вбиває екіпаж корабля. Коли корабель прибуває, Ренфілд лишається самотнім на борту, і його поміщають у божевільню, звідки він пізніше тікає.
Отримавши абатство, Дракула відвідує оперний театр з метою познайомитися зі своїми новими сусідами: доктором Сьюардом, адміністратором притулку та головним психіатром; дочкою Сьюарда Міною та її нареченим Джонатаном Гаркером; і другом сім'ї Люсі Вестенром. Спершу вампір гіпнотизує покоївку, та вона виявляється така забудькувата, що навіть під гіпнозом не переказує слів графа Сьюарду. Дракула фліртує з Люсі, а пізніше вночі влітає до її спальні в подобі кажана та п'є її кров.
Вранці Міна виявляє Люсі знекровленою. Сьюард викликає професора Авраама Ван Хельсинга, який повідомляє, що на Люсі напав вампір. Сьюард і Гаркер кладуть часник у спальню Люсі, щоб відлякати вампіра, хоча Сьюард вважає це забобоном. Після невдалої спроби Ренфілда прибрати часник, Дракула гіпнотизує Люсі, щоби вкусити її та перетворити на вампіресу.
Ван Хельсинг зустрічає Дракулу та здогадується, що він вампір. Вони сперечаються румунською мовою. Люсі піднімається зі свого склепу, висмоктує кров у охоронця та намагається спокусити Гаркера, та він убиває її кілком. Дракула полює на Міну, бажаючи, щоб вона стала його нареченою-вампіресою. Дракула відводить Міну в абатство Карфакс, де вони танцюють, і він п'є її кров. Наступного ранку Міна намагається спокусити Гаркера. Доктор Сьюард припускає, що Джонатан негідно поводиться і наказує йому забиратися. Ван Хельсинг помічає шарф на шиї Міни і знімає його, показуючи два сліди укусів. Хоча вона придумує відмовку, як їх отримала, Ван Хельсинг кладе на її руку хрест, який лишає опік.
Ван Хельсинг розробляє план, як довести всім, що Дракула вампір. Ренфілда та Дракулу запрошують на бал, де Ван Хельсинг поставив на одній зі стін величезне дзеркало, закрите шторою. Поки Дракула та Міна танцюють, завіса над дзеркалом опускається, демонструючи гостям, що Дракула не має відображення. Дракула хапає Міну і тікає крізь вікно.
Ван Хельсинг здогадується, що Ренфілд раб Дракули, а тому може знати, де вампір спить удень. Дракула замикається в покинутій церкві, його переслідувачі виламують двері, і починається бійка. Дракула загорається від сонячного проміння та намагається втекти, перетворившись на кажана. Проте Ренфілд у цей час відхиляє дошку на стелі, і світло спалює Дракулу дощенту.
Після смерті Дракули Ренфілд впадає у відчай, адже не має господаря. Та потім він знаходить полегшення в тому, що його новим господарем стане Сьюард. Ван Хельсинг, перед тим як піти, відчиняє труну Дракули та кричить туди щось румунською. Після титрів з труни лунає відповідь.

## Ролі
- Леслі Нільсен — Граф Дракула
- Мел Брукс — д-р Авраам Ван Хельсинг
- Пітер Макнікол — Томас Ренфілд
- Стівен Вебер — Джонатан Харкер
- Емі Ясбек — Міна Сьюард
- Лізетт Ентоні — Люсі Вестенрал
- Харві Корман — д-р Сьюард
- Енн Бенкрофт — мадам Успенська (Циганка)
- Еціо Греггіо — кучер
- Меган Кавана — Ессі
- Чак Макканн — господар
- Марк Бленкфілд — Мартін
- Клайв Ревілл — Сайкс
- Грегг Бінклі — Вудбрідж
- Руді Де Лука — охоронець
- Річард Стівен Хорвіц — учений № 11
- Евері Шрайбер — чоловік-селянин
- Шері Френклін — селянка

## Сприйняття
Оцінка на сайті IMDb — 5,8/10.

## Цікаві факти
- Меган Кавана, Емі Ясбек, Чак Макканн і Марк Бленкфілд знімалися у фільмі Робін Гуд: Чоловіки в трико (1993).
- Коли Дракула вперше кусає Люсі, він охоплює її своїм плащем, перш ніж покусати. Це данина поваги до зображення Дракули Крістофером Лі.